# Bitwa pod Krasnym
Bitwa pod Krasnym – bitwa, która rozegrała się w dniach od 15 listopada do 18 listopada 1812 pomiędzy wycofującą się z Rosji Wielką Armią cesarza Napoleona I (60 tys. żołnierzy) i rosyjskimi oddziałami generała marszałka polnego Michaiła Kutuzowa (70 tys. żołnierzy).
Krasny, małe miasto 48 km na południowy zachód od Smoleńska, przy dawnej głównej drodze z Rosji do Polski, zajęte było przez kawalerię rosyjską. 15 listopada czołowa kolumna wojsk Napoleona I, składająca się z oddziałów polskich i VIII Korpusu francuskiego, wypędziła jazdę rosyjską z miasteczka i otworzyła przez to drogę odwrotu. Następnego dnia Napoleon I, który przybył tam z trzecią kolumną swej armii, składającą się z kawalerii i pułków gwardyjskich, dowiedział się, że wojsko rosyjskie stoi na południe od planowanej drogi przemarszu i zatrzymał się czekając na swą drugą kolumnę. IV Korpus francuski przedarł się wprawdzie przez pozycje rosyjskie, ale stracił całą artylerię i wielu zabitych i rannych. Chcąc umożliwić reszcie drugiej kolumny połączenie się z armią Napoleon I postanowił atakować 17 listopada. Także Kutuzow postanowił przejść do akcji ofensywnej i zająć Orszę, by zatarasować drogę wojskom napoleońskim. Wczesnym rankiem 17 listopada Napoleon I ruszył z gwardią, kawalerią i dywizją piechoty do ataku i zdobył miejscowość Uwarowa na zachód od Krasnego, po czym Kutuzow porzucił plan zajęcia Orszy pełnymi siłami i wysłał tam tylko swą kawalerię. Napoleonowi I udało się za cenę wielkich strat w ludziach i materiale kontynuować odwrót: najpierw przedostał się przez Krasny I Korpus francuski, potem sam cesarz z głównym trzonem armii, natomiast III Korpus pod dowództwem marszałka Neya, pozostający jeszcze w Smoleńsku, nie zdążył się połączyć z Napoleonem I i przedostać się przez Krasny. Przybywszy tam 18 listopada Ney zastał w miasteczku wielkie siły rosyjskie; po daremnych walkach i wielkich stratach marszałkowi udało się sforsować zamarznięty Dniepr, przedrzeć się przez linie kozackie i połączyć się z Napoleonem I koło Orszy (21 listopada). Z korpusu Neya pozostało tylko 1000 ludzi.
Straty Wielkiej Armii wyniosły 20 tysięcy żołnierzy (około 5000 poległych i 15 000 wziętych do niewoli), straty rosyjskie 4–5 tysięcy zabitych i rannych.
Potyczka pod Krasnym odbyła się parę miesięcy wcześniej: 14 sierpnia odbyły się tam walki między częścią cofającej się rosyjskiej armii generała Bagrationa (12 batalionów i 12 armat) i kawalerią francuską pod dowództwem marszałków Murata i Neya. Francuzi zadali Rosjanom niewielkie straty, po czym Rosjanie kontynuowali swój odwrót.